# UEFA Women's Champions League 2009/10
De UEFA Women's Champions League 2009/10 was het negende seizoen van het Europese voetbaltoernooi voor vrouwen en het eerste seizoen na de naamsverandering van UEFA Women's Cup naar UEFA Women's Champions League, welke tegelijk gepaard ging met een wijziging van de opzet. De winnaar, het Duitse 1. FFC Turbine Potsdam, plaatste zich voor de vrouwelijke editie van het Wereldkampioenschap voor clubs.

## Opzet
In tegenstelling tot de UEFA Women's Cup, die enkel voorbehouden was voor landskampioenen (of titel verdedigers), worden er in de Champions League ook nummers twee toegelaten. Dit gold dit seizoen voor de sterkste acht landen over de seizoenen 2003/04 tot en met 2007/08.
Dit betrof de volgende landen:
1. Duitsland
2. Zweden
3. Engeland
4. Frankrijk
5. Denemarken
6. Rusland
7. Noorwegen
8. Italië

Verder bestond dit toernooi uit één kwalificatieronde. Deze begon op 30 juli 2009 en eindigtde op 4 augustus 2009. In deze voorronde, bestaande uit minitoernooien van telkens vier teams, startten de acht nummers twee en de kampioenen van de landen die het laagst op de UEFA-coëfficiëntenlijst stonden.
Na de kwalificatieronde bleven er 32 teams over. Vanaf deze ronde werd er het knock-outsysteem gehanteerd. Tot aan de finale betrof dit een uit- en thuiswedstrijd. De finale werd over een enkele wedstrijd gehouden op 20 mei 2010 in Madrid.

## Data
| Ronde           | Loting     | Speeldata                     |
| --------------- | ---------- | ----------------------------- |
| Kwalificatie    | 24-06 2009 | 30-07 2009 tot 04-08 2009     |
| Eerste ronde    | 14-08 2009 | 30-09 2009 - 07-10 2009       |
| Achtste finales | 14-08 2009 | 04-11 2009 - 11-11 2009       |
| Kwartfinales    | 20-11 2009 | 10-03 2009 - 17-03 2010       |
| Halve finales   | 20-11 2009 | 10/11-04 2010 - 17/18-04 2010 |
| Finale          | 20-11 2009 | 20-05 2010                    |

## Teams
| Hoofdtoernooi        | Hoofdtoernooi    | Hoofdtoernooi        | Hoofdtoernooi     |
| -------------------- | ---------------- | -------------------- | ----------------- |
| DuisburgTH           | Potsdam          | Umeå                 | Arsenal           |
| Olympique Lyon       | Fortuna Hjørring | Zvezda               | Røa               |
| Bardolino            | Valur Reykjavík  | Universitet Vitebsk  | AZ                |
| Rayo Vallecano       | AC Sparta Praag  | Neulengbach          | Standard Fémina   |
| Alma                 | Unia Racibórz    | Zhilstroy-1          | FFC Zürich        |
| Mašinac Niš          | PAOK FC          | Viktória             | Honka Espoo       |
| ŽNK SFK 2000         |                  |                      |                   |
| Kwalificatietoernooi |                  |                      |                   |
| Bayern München       | Linköpings FC    | Everton              | Montpellier       |
| Brøndby              | Rossiyanka       | Team Strømmen1       | ASD Torres Calcio |
| Roma Calfa           | Maccabi Holon    | CFF Clujana          | Glasgow City      |
| 1.º Dezembro         | NSA Sofia        | ŽNK Krka             | Slovan Duslo Šaľa |
| Cardiff City         | Osijek           | Gintra Universitetas | ZFK Tikvesanka    |
| KÍ Klaksvík          | St Francis FC    | Glentoran            | Apollon Limassol  |
| Levadia Tallinn      | Norchi Dinamoeli | Birkirkara           | Trabzonspor       |

- TH = Titelhouder
- 1 Per 1 januari 2010 wordt de naam gewijzigd in Lillestrøm SK Kvinner.[2]

## Kwalificatieronde
De kwalificatieronde bestond uit 28 teams verdeeld over 7 poules. Deze minitoernooien begonnen op 30 juli 2009 en eindigden op 4 augustus 2009. De poulewinnaars kwalificeerden zich voor het hoofdtoernooi.
- N.B. tijden zijn in CET.

#### Poule 1
| Nr. | Club                 | Wedstrijden | Wedstrijden | Wedstrijden | Wedstrijden | Doelpunten | Doelpunten | Doelpunten | Punten |
| --- | -------------------- | ----------- | ----------- | ----------- | ----------- | ---------- | ---------- | ---------- | ------ |
| Nr. | Club                 | G           | W           | G           | V           | V          | T          | Saldo      | Punten |
| 1   | Bayern München       | 3           | 3           | 0           | 0           | 32         | 2          | +30        | 9      |
| 2   | Glasgow City LFC     | 3           | 2           | 0           | 1           | 13         | 5          | +8         | 6      |
| 3   | Gintra Universitetas | 3           | 1           | 0           | 2           | 7          | 11         | −4         | 3      |
| 4   | Norchi Dinamoeli     | 3           | 0           | 0           | 3           | 1          | 35         | −34        | 0      |

| Datum   | Tijd  | Team                 | Score  | Team                 |
| ------- | ----- | -------------------- | ------ | -------------------- |
| 30 jul. | 13:00 | Bayern München       | 5 - 2  | Glasgow City         |
| 30 jul. | 17:00 | Gintra Universitetas | 7 - 1  | Norchi Dinamoeli     |
| 1 aug.  | 13:00 | Bayern München       | 19 - 0 | Norchi Dinamoeli     |
| 1 aug.  | 17:00 | Glasgow City         | 2 - 0  | Gintra Universitetas |
| 4 aug.  | 15:00 | Gintra Universitetas | 0 - 8  | Bayern München       |
| 4 aug.  | 15:00 | Norchi Dinamoeli     | 0 - 9  | Glasgow City         |

#### Poule 2
| Nr. | Club            | Wedstrijden | Wedstrijden | Wedstrijden | Wedstrijden | Doelpunten | Doelpunten | Doelpunten | Punten |
| --- | --------------- | ----------- | ----------- | ----------- | ----------- | ---------- | ---------- | ---------- | ------ |
| Nr. | Club            | G           | W           | G           | V           | V          | T          | Saldo      | Punten |
| 1   | Montpellier HSC | 3           | 3           | 0           | 0           | 12         | 1          | +11        | 9      |
| 2   | NSA Sofia       | 3           | 2           | 0           | 1           | 7          | 4          | +3         | 6      |
| 3   | KÍ Klaksvík     | 3           | 1           | 0           | 2           | 5          | 6          | −1         | 3      |
| 4   | ZFK Tikvesanka  | 3           | 0           | 0           | 3           | 3          | 16         | −13        | 0      |

| Datum   | Tijd  | Team        | Score | Team        |
| ------- | ----- | ----------- | ----- | ----------- |
| 30 jul. | 17:00 | Montpellier | 2 - 0 | KÍ Klaksvík |
| 30 jul. | 17:00 | NSA Sofia   | 5 - 0 | Tikvesanka  |
| 1 aug.  | 17:00 | Montpellier | 7 - 1 | Tikvesanka  |
| 1 aug.  | 17:00 | KÍ Klaksvík | 1 - 2 | NSA Sofia   |
| 4 aug.  | 17:00 | NSA Sofia   | 0 - 3 | Montpellier |
| 4 aug.  | 17:00 | Tikvesanka  | 2 - 4 | KÍ Klaksvík |

#### Poule 3
| Nr. | Club               | Wedstrijden | Wedstrijden | Wedstrijden | Wedstrijden | Doelpunten | Doelpunten | Doelpunten | Punten |
| --- | ------------------ | ----------- | ----------- | ----------- | ----------- | ---------- | ---------- | ---------- | ------ |
| Nr. | Club               | G           | W           | G           | V           | V          | T          | Saldo      | Punten |
| 1   | Brøndby IF         | 3           | 3           | 0           | 0           | 12         | 0          | +12        | 9      |
| 2   | SU 1.º de Dezembro | 3           | 2           | 0           | 1           | 13         | 1          | +12        | 6      |
| 3   | Cardiff City       | 3           | 1           | 0           | 2           | 10         | 9          | +1         | 3      |
| 4   | Birkirkara         | 3           | 0           | 0           | 3           | 1          | 26         | −25        | 0      |

| Datum   | Tijd  | Team         | Score  | Team         |
| ------- | ----- | ------------ | ------ | ------------ |
| 30 jul. | 15:00 | 1.º Dezembro | 10 - 0 | Birkirkara   |
| 30 jul. | 18:30 | Brøndby      | 5 - 0  | Cardiff City |
| 1 aug.  | 13:00 | Cardiff City | 0 - 3  | 1.º Dezembro |
| 1 aug.  | 16:30 | Brøndby      | 6 - 0  | Birkirkara   |
| 4 aug.  | 15:00 | 1.º Dezembro | 0 - 1  | Brøndby      |
| 4 aug.  | 15:00 | Birkirkara   | 1 - 10 | Cardiff City |

#### Poule 4
| Nr. | Club              | Wedstrijden | Wedstrijden | Wedstrijden | Wedstrijden | Doelpunten | Doelpunten | Doelpunten | Punten |
| --- | ----------------- | ----------- | ----------- | ----------- | ----------- | ---------- | ---------- | ---------- | ------ |
| Nr. | Club              | G           | W           | G           | V           | V          | T          | Saldo      | Punten |
| 1   | ASD Torres Calcio | 3           | 3           | 0           | 0           | 13         | 0          | +13        | 9      |
| 2   | Slovan Duslo Šaľa | 3           | 1           | 1           | 1           | 4          | 4          | +0         | 4      |
| 3   | Trabzonspor       | 3           | 1           | 0           | 2           | 3          | 11         | −8         | 3      |
| 3   | ŽNK Krka          | 3           | 0           | 1           | 2           | 2          | 7          | −5         | 1      |

| Datum   | Tijd  | Team              | Score | Team              |
| ------- | ----- | ----------------- | ----- | ----------------- |
| 30 jul. | 15:45 | ASD Torres Calcio | 1 - 0 | Slovan Duslo Šaľa |
| 30 jul. | 20:45 | Krka              | 0 - 2 | Trabzonspor       |
| 1 aug.  | 15:45 | ASD Torres Calcio | 9 - 0 | Trabzonspor       |
| 1 aug.  | 20:45 | Slovan Duslo Šaľa | 2 - 2 | Krka              |
| 4 aug.  | 17:00 | Trabzonspor       | 1 - 2 | Slovan Duslo Šaľa |
| 4 aug.  | 17:30 | Krka              | 0 - 3 | ASD Torres Calcio |

#### Poule 5
| Nr. | Club             | Wedstrijden | Wedstrijden | Wedstrijden | Wedstrijden | Doelpunten | Doelpunten | Doelpunten | Punten |
| --- | ---------------- | ----------- | ----------- | ----------- | ----------- | ---------- | ---------- | ---------- | ------ |
| Nr. | Club             | G           | W           | G           | V           | V          | T          | Saldo      | Punten |
| 1   | Linköpings FC    | 3           | 3           | 0           | 0           | 20         | 0          | +20        | 9      |
| 2   | CFF Clujana Cluj | 3           | 2           | 0           | 1           | 10         | 6          | +4         | 6      |
| 3   | Glentoran LFC    | 3           | 1           | 0           | 2           | 2          | 4          | −2         | 3      |
| 4   | FC Roma Calfa    | 3           | 0           | 0           | 3           | 0          | 22         | −22        | 0      |

| Datum   | Tijd  | Team          | Score  | Team          |
| ------- | ----- | ------------- | ------ | ------------- |
| 30 jul. | 12:00 | CFF Clujana   | 1 - 0  | Glentoran     |
| 30 jul. | 17:00 | Linköping     | 11 - 0 | FC Roma Calfa |
| 1 aug.  | 12:00 | FC Roma Calfa | 0 - 9  | CFF Clujana   |
| 1 aug.  | 17:00 | Linköping     | 3 - 0  | Glentoran     |
| 4 aug.  | 17:00 | CFF Clujana   | 0 - 6  | Linköping     |
| 4 aug.  | 17:00 | Glentoran     | 2 - 0  | FC Roma Calfa |

#### Poule 6
| Nr. | Club             | Wedstrijden | Wedstrijden | Wedstrijden | Wedstrijden | Doelpunten | Doelpunten | Doelpunten | Punten |
| --- | ---------------- | ----------- | ----------- | ----------- | ----------- | ---------- | ---------- | ---------- | ------ |
| Nr. | Club             | G           | W           | G           | V           | V          | T          | Saldo      | Punten |
| 1   | FC Rossiyanka    | 3           | 3           | 0           | 0           | 19         | 0          | +19        | 9      |
| 2   | Apollon Limassol | 3           | 2           | 0           | 1           | 6          | 1          | −5         | 6      |
| 3   | Maccabi Holon FC | 3           | 1           | 0           | 2           | 2          | 11         | −9         | 3      |
| 4   | St Francis FC    | 3           | 0           | 0           | 3           | 0          | 15         | −15        | 0      |

| Datum   | Tijd  | Team             | Score  | Team             |
| ------- | ----- | ---------------- | ------ | ---------------- |
| 30 jul. | 17:00 | Rossiyanka       | 11 - 0 | St Francis       |
| 30 jul. | 20:00 | Maccabi Holon    | 0 - 4  | Apollon Limassol |
| 1 aug.  | 17:00 | Rossiyanka       | 1 - 0  | Apollon Limassol |
| 1 aug.  | 20:00 | St Francis       | 0 - 2  | Maccabi Holon    |
| 4 aug.  | 18:30 | Maccabi Holon    | 0 - 7  | Rossiyanka       |
| 4 aug.  | 18:30 | Apollon Limassol | 2 - 0  | St Francis       |

#### Poule 7
| Nr. | Club               | Wedstrijden | Wedstrijden | Wedstrijden | Wedstrijden | Doelpunten | Doelpunten | Doelpunten | Punten |
| --- | ------------------ | ----------- | ----------- | ----------- | ----------- | ---------- | ---------- | ---------- | ------ |
| Nr. | Club               | G           | W           | G           | V           | V          | T          | Saldo      | Punten |
| 1   | Everton LFC        | 3           | 3           | 0           | 0           | 11         | 1          | +10        | 9      |
| 2   | Team Strømmen FK   | 3           | 2           | 0           | 1           | 14         | 1          | +13        | 6      |
| 3   | FC Levadia Tallinn | 3           | 1           | 0           | 2           | 4          | 13         | −7         | 3      |
| 4   | WFC Osijek         | 3           | 0           | 0           | 3           | 2          | 16         | −14        | 0      |

| Datum   | Tijd  | Team               | Score | Team               |
| ------- | ----- | ------------------ | ----- | ------------------ |
| 30 jul. | 17:00 | Everton            | 3 - 1 | WFC Osijek         |
| 30 jul. | 20:00 | Strømmen           | 5 - 0 | FC Levadia Tallinn |
| 1 aug.  | 17:00 | Everton            | 7 - 0 | FC Levadia Tallinn |
| 1 aug.  | 20:00 | WFC Osijek         | 0 - 9 | Strømmen           |
| 4 aug.  | 17:00 | Strømmen           | 0 - 1 | Everton            |
| 4 aug.  | 17:00 | FC Levadia Tallinn | 4 - 1 | WFC Osijek         |

## Hoofdtoernooi

### Eerste ronde
De eerste ronde bestond uit 32 teams en ging volgens het knock-outsysteem. De heenduels werden afgewerkt op 30 september 2009, de returns op 7 oktober 2009.
| Team 1                   | Tot.   | Team 2                  | 1e wedstr. | 2e wedstr. |
| ------------------------ | ------ | ----------------------- | ---------- | ---------- |
| Standard Fémina de Liège | 1 - 3  | Montpellier HSC         | 0 - 0      | 1 - 3      |
| Unia Racibórz            | 2 - 3  | SV Neulengbach          | 1 - 3      | 1 - 0      |
| ASD Torres Calcio        | 6 - 2  | Valur Reykjavík         | 4 - 1      | 2 - 1      |
| Zhilstroy-1              | 0 - 11 | Umeå IK                 | 0 - 5      | 0 - 6      |
| AZ                       | 2 - 3  | Brøndby IF              | 1 - 2      | 1 - 1      |
| Alma KTZH                | 1 - 2  | AC Sparta Praag         | 1 - 0      | 0 - 2      |
| ŽFK Mašinac Niš          | 0 - 6  | Olympique Lyon          | 0 - 1      | 0 - 5      |
| WFC Universitet Vitebsk  | 4 - 11 | FCR 2001 Duisburg       | 1 - 5      | 3 - 6      |
| Rayo Vallecano           | 2 - 5  | FC Rossiyanka           | 1 - 3      | 1 - 2      |
| FC Viktória              | 2 - 9  | Bayern München          | 0 - 5      | 2 - 4      |
| ŽNK SFK 2000 Sarajevo    | 0 - 8  | Zvezda 2005 Perm        | 0 - 3      | 0 - 5      |
| FC Honka Espoo           | 1 - 16 | 1. FFC Turbine Potsdam  | 1 - 8      | 0 - 8      |
| PAOK FC                  | 0 - 18 | Arsenal LFC             | 0 - 9      | 0 - 9      |
| Røa IL                   | 3 - 2  | Everton LFC             | 3 - 0      | 0 - 2      |
| FFC Zürich Frauen        | 0 - 5  | Linköpings FC           | 0 - 2      | 0 - 3      |
| Fortuna Hjørring         | 5 - 2  | ASD CF Bardolino Verona | 4 - 0      | 1 - 2      |

### Achtste finales
De 1/8 finales werden afgewerkt op 4 en 5 november 2009, de returns op 11 en 12 november 2009.
| Team 1                 | Tot.  | Team 2            | 1e wedstr. | 2e wedstr.   |
| ---------------------- | ----- | ----------------- | ---------- | ------------ |
| FCR 2001 Duisburg      | 3 - 1 | Linköpings FC     | 1 - 1      | 2 - 0        |
| FC Rossiyanka          | 1 - 2 | Umeå IK           | 0 - 1      | 1 - 1        |
| Montpellier HSC        | 1 - 0 | Bayern München    | 0 - 0      | 1 - 0 (n.v.) |
| Fortuna Hjørring       | 0 - 6 | Olympique Lyon    | 0 - 1      | 0 - 5        |
| 1. FFC Turbine Potsdam | 5 - 0 | Brøndby IF        | 1 - 0      | 4 - 0        |
| SV Neulengbach         | 2 - 8 | ASD Torres Calcio | 1 - 4      | 1 - 4        |
| AC Sparta Praag        | 0 - 5 | Arsenal LFC       | 0 - 3      | 0 - 2        |
| Røa IL                 | 1 - 1 | Zvezda 2005 Perm  | 0 - 0      | 1 - 1        |

### Kwartfinales
De 1/4 finales werden afgewerkt op 10 maart 2010, de returns op 17 maart 2010.
| Team 1                 | Tot.   | Team 2            | 1e wedstr. | 2e wedstr. |
| ---------------------- | ------ | ----------------- | ---------- | ---------- |
| FCR 2001 Duisburg      | 4 - 1  | Arsenal LFC       | 2 - 1      | 2 - 0      |
| Umeå IK                | 2 - 2  | Montpellier HSC   | 0 - 0      | 2 - 2      |
| Olympique Lyon         | 3 - 1  | ASD Torres Calcio | 3 - 0      | 0 - 1      |
| 1. FFC Turbine Potsdam | 10 - 0 | Røa IL            | 5 - 0      | 5 - 0      |

### Halve finales
De 1/2 finales werden afgewerkt op 10 en 11 april 2010, de returns op 18 april 2010. Het duel tussen Umeå en Lyon werd echter uitgesteld vanwege de vulkaanuitbarsting onder de Eyjafjallajökull, waardoor vliegverkeer niet mogelijk was. Het duel werd uiteindelijk gespeeld op 28 april.
| Team 1            | Tot.               | Team 2                 | 1e wedstr. | 2e wedstr. |
| ----------------- | ------------------ | ---------------------- | ---------- | ---------- |
| Olympique Lyon    | 3 - 2              | Umeå IK                | 3 - 2      | 0 - 0      |
| FCR 2001 Duisburg | 1 - 1 (1 - 3 n.s.) | 1. FFC Turbine Potsdam | 1 - 0      | 0 - 1      |

### Finale
De finale ging tussen het Franse Olympique Lyon en het Duitse 1. FFC Turbine Potsdam. De Duitsers stonden voor de derde keer in de eindstrijd van het Europese vrouwentoernooi. In 2005 was het voor het eerst finalist en werd het Zweedse Djurgården/Älvsjö over twee wedstrijden verslagen. Een jaar later, in 2006, stond de ploeg tegenover landgenoot 1. FFC Frankfurt in de finale, welke ditmaal over twee wedstrijden verloren werd.
Voor Lyon was het de eerste keer dat de ploeg in de finale stond. Nog niet eerder behaalde een Franse club de eindstrijd. De wedstrijd werd twee dagen voor de UEFA Champions League finale gespeeld, die tussen Bayern München en Internazionale ging en eveneens in Madrid werd afgewerkt.
De wedstrijd zelf eindigde na 90 minuten in een 0-0, ook in de verlenging werd niet gescoord door beide teams. In de straffschoppenreeks bleken de Duitsers het koelbloedigst.
|                       |                |              |                        |                                                                                             |
| 20 mei 2010 20:30 CET | Olympique Lyon | 0 - 0 (n.v.) | 1. FFC Turbine Potsdam | Coliseum Alfonso Pérez, Getafe, Madrid Toeschouwers: 13,000 Scheidsrechter: Kirsi Heikkinen |
| 20 mei 2010 20:30 CET | (Verslag)      |              |                        | Coliseum Alfonso Pérez, Getafe, Madrid Toeschouwers: 13,000 Scheidsrechter: Kirsi Heikkinen |

| |       | strafschoppen |  |
| Corine Franco Lara Dickenmann Aurelie Kaci Amandine Henry Isabell Lehn Herlovsen Wendie Renard Simone Sarah Bouhaddi Élodie Thomis | 6 - 7 | Jennifer Zietz Babett Peter Viola Odebrecht Anja Mittag Isabell Kerschowski Yuki Nagasato Fatmire Bajramaj Anna Felicitas Sarholz Bianca Schmidt |  |

## Topscorers
| Pos.             | Speler           | Club             | Goals |
| ---------------- | ---------------- | ---------------- | ----- |
| 1                | Kim Little       | Arsenal          | 9     |
| 1                | Inka Grings      | Duisburg         | 9     |
| 1                | Anja Mittag      | Turbine Potsdam  | 9     |
| 4                | Lotta Schelin    | Olympique Lyon   | 5     |
| 4                | Nadine Keßler    | Turbine Potsdam  | 5     |
| 6                | Magdalena Mayr   | Bayern München   | 4     |
| 6                | Louisa Nécib     | Olympique Lyon   | 4     |
| 6                | Sandy Iannella   | Torres Calcio    | 4     |
| 6                | Sofia Jakobsson  | Umeå IK          | 4     |
| 10               | Helen Lander     | Arsenal          | 3     |
| 10               | Femke Maes       | Duisburg         | 3     |
| 10               | Élodie Thomis    | Olympique Lyon   | 3     |
| 10               | Fatmire Bajramaj | Turbine Potsdam  | 3     |
| 10               | Ramona Bachmann  | Umeå IK          | 3     |
| 15               | 26 speelsters    | 26 speelsters    | 2     |
| 41               | 72 speelsters    | 72 speelsters    | 1     |
| Eigen doelpunten | Eigen doelpunten | Eigen doelpunten | 8     |
| Totaal:          | Totaal:          | Totaal:          | 200   |
| Wedstrijden:     | Wedstrijden:     | Wedstrijden:     | 61    |
| Gemiddelde:      | Gemiddelde:      | Gemiddelde:      | 3.28  |

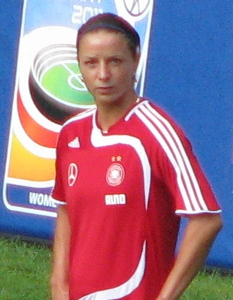
Inka Grings is een van de drie topscorers met 9 doelpunten.

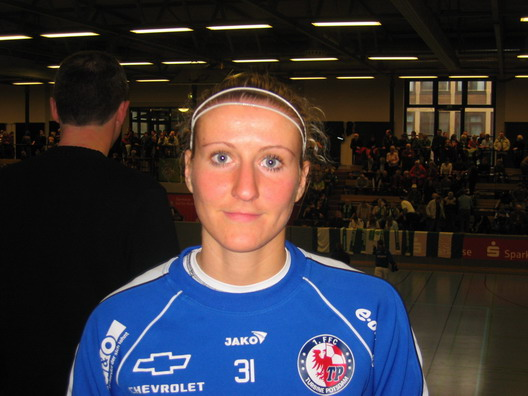
Anja Mittag scoorde eveneens 9 keer in het hoofdtoernooi.

| 2 Goals - Rachel Yankey (Arsenal) - Nanna Christiansen (Brøndby) - Marina Hegering (Duisburg) - Tanja Mejer Christensen (Fortuna Hjørring) - Hoda Lattaf (Montpellier) - Ines Ruiss (Neulengbach) - Shirley Cruz Traña (Olympique Lyon) - Katia (Olympique Lyon) - Emueje Oghiabeva (Rossiyanka) | 2 Goals (vervolg) - Lucia Ondrušová (AC Sparta Praag) - Silvia Fuselli (Torres Calcio) - Raffaella Manieri (Torres Calcio) - Patrizia Panico (Torres Calcio) - Daniela Stracchi (Torres Calcio) - Elisabetta Tona (Torres Calcio) - Yuki Nagasato (Turbine Potsdam) - Viola Odebrecht (Turbine Potsdam) - Jessica Wich (Turbine Potsdam) | 2 Goals (vervolg) - Jennifer Zietz (Turbine Potsdam) - Hanna Pettersson (Umeå IK) - Ida Åberg Zingmark (Umeå IK) - Gabriella Tóth (Viktória) - Mariya Yalova (Universitet Vitebsk) - Daryna Apanaschenko (Zvezda Perm) - Natalia Barbashina (Zvezda Perm) - Nataliya Zinchenko (Zvezda Perm) |

| 1 Goal - Madina Zhanatayeva (Alma) - Jennifer Beattie (Arsenal) - Lauren Bruton (Arsenal) - Katie Chapman (Arsenal) - Laura Coombs (Arsenal) - Gemma Davison (Arsenal) - Gilly Flaherty (Arsenal) - Jayne Ludlow (Arsenal) - Dionne Demarteau (AZ) - Venusia Paliotti (Bardolino Verona) - Viviane Villar (Bardolino Verona) - Nicole Banecki (Bayern München) - Katharina Baunach (Bayern München) - Vanessa Bürki (Bayern München) - Mandy Islacker (Bayern München) - Bianca Rech (Bayern München) - Emma Madsen (Brøndby) - Marina Himminghofen (Duisburg) - Simone Laudehr (Duisburg) - Ana Cristina Oliveira Leite (Duisburg) - Jennifer Oster (Duisburg) - Alexandra Popp (Duisburg) - Jemina Hietanen (Honka Espoo) - Michelle Hinnigan (Everton) | 1 Goal (vervolg) - Emily Westwood (Everton) - Chichl Igbo (Fortuna Hjørring) - Line Jensen (Fortuna Hjørring) - Lise Overgaard Munk (Fortuna Hjørring) - Jonna Andersson (Linköpings) - Kosovare Asllani (Linköpings) - Ida Brännström (Linköpings) - Maria Karlsson II (Linköpings) - Jessica Landström (Linköpings) - Caroline Seger (Linköpings) - Marie-Laure Delie (Montpellier) - Ludivine Diguelman (Montpellier) - Mélissa Plaza (Montpellier) - Elodie Ramos (Montpellier) - Nina Burger (Neulengbach) - Julia Brandtner (Neulengbach) - Nadine Novotny (Neulengbach) - Sandrine Brétigny (Olympique Lyon) - Corine Franco (Olympique Lyon) - Simone (Olympique Lyon) - Emilie Haavi (Røa) - Elise Hove-Thorsnes (Røa) - Marie Knutsen (Røa) - Guro Knutsen-Mienna (Røa) | 1 Goal (vervolg) - Adriana (Rayo Vallecano) - Natalia Pablos (Rayo Vallecano) - Elena Danilova (Rossiyanka) - Anna Kozhnikova (Rossiyanka) - Olga Petrova (Rossiyanka) - Oksana Shmachkova (Rossiyanka) - Marie Meunier (Standard Fémina) - Marie-Louise Bagehorn (Turbine Potsdam) - Stefanie Draws (Turbine Potsdam) - Tabea Kemme (Turbine Potsdam) - Babett Peter (Turbine Potsdam) - Lisa Dahlkvist (Umeå IK) - Madelaine Edlund (Umeå IK) - Emmelie Konradsson (Umeå IK) - Mami Yamaguchi (Umeå IK) - Anna Sznyrowska (Unia Racibórz) - Agnieszka Winczo (Unia Racibórz) - Volha Aniskoutsava (Universitet Vitebsk) - Natallia Ryzhevich (Universitet Vitebsk) - Hallbera Gudný Gísladóttir (Valur Reykjavík) - Katrín Jónsdóttir (Valur Reykjavík) - Vira Dyatel (Zvezda Perm) - Olesya Kurochkina (Zvezda Perm) - Ksenia Tsybutovich (Zvezda Perm) |

| Eigen doelpunt - Line Røddik Hansen (Brøndby, tegen AZ) - Inka Grings (Duisburg, tegen Arsenal) - Anna Helenius (Honka Espoo, tegen Turbine Potsdam) - Meeri Tervo (Honka Espoo, tegen Turbine Potsdam) - Kyriaki Kynossidou (PAOK, tegen Arsenal) - Lucie Heroldová (AC Sparta Praag, tegen Arsenal) - Iya Andrushchak (Zhilstroy-1, tegen Umeå IK) - Maryna Masalska (Zhilstroy-1, tegen Umeå IK) |

UEFA Women's Cup: 2001/02 · 2002/03 · 2003/04 · 2004/05 · 2005/06 · 2006/07 · 2007/08 · 2008/09

UEFA Women's Champions League: 2009/10 · 2010/11 · 2011/12 · 2012/13 · 2013/14 · 2014/15 · 2015/16 · 2016/17 · 2017/18 · 2018/19 · 2019/20 · 2020/21 · 2021/22 · 2022/23 · 2023/24 . 2024/25